# Severo Fernández Alonso Caballero
Severo Fernández Alonso Caballero (Sucre, 15 de agosto de 1849 — Potosí, 12 de agosto de 1925), foi um político boliviano e presidente de seu país entre 19 de agosto de 1896 e 12 de abril de 1899. Ele enfrentou a Guerra Civil Boliviana de 1899. Ele era um homem de temperamento pacífico e estrutura legalista.

## Biografia
Filho de Ángel Fernández e Casimira Caballero. Estudou Direito na Universidad Mayor Real y Pontificia de San Francisco Xavier de Chuquisaca e se dedicou integralmente ao exercício de sua profissão. Como advogado, trabalhou em estreita colaboração com as grandes mineradoras e fez fortuna.
Ele exerceu jornalismo no regime jurídico e no El País de Sucre. Foi Ministro de Governo de Aniceto Arce Ruiz e da Guerra de Mariano Baptista Caserta. Foi também o primeiro vice-presidente do governo Baptista e, nessa qualidade, presidiu o Congresso Nacional.
Representando o Partido Conservador, derrotou os liberais nas eleições de 1896 e assumiu a presidência em 28 de agosto daquele ano. Ele tinha então 47 anos. Ele foi o presidente mais jovem do período conservador. Os liberais denunciaram a fraude nas eleições e se opuseram ferozmente a ela.
Durante seu governo fundou uma escola de engenharia em Sucre, iniciou a construção da primeira linha telegráfica ao leste, construiu a ponte pênsil sobre o Pilcomayo, completou o Palácio do Governo de Sucre, o cineasta chegou à Bolívia em 1896 e fundou Puerto Alonso.
Ele teve que enfrentar a guerra civil, conhecida como a guerra federal, que confrontou os conservadores (governos) e liberais (opositores), cujo estopim foi a aprovação da lei de arquivamento, que declarou Sucre a capital permanente da República da Bolívia, para em detrimento de La Paz. Os liberais se opuseram a esta lei e proclamaram uma junta federal em La Paz. A guerra estourou em Oruro quando Fernández comandou o exército constitucional contra as forças liberais de José Manuel Pando e o aimará de Pablo Zárate Willka. Após quatro meses ele foi derrotado na Batalha do Segundo Cruzeiro , em 10 de abril. 1899. Nesse mesmo dia, Fernández deixou o poder e foi para o exílio.
Ele emigrou para o Chile por um tempo. Retornou à Bolívia durante o governo de Eliodoro Villazón, que o credenciou como ministro plenipotenciário no Peru e na Argentina. Em 1914 foi eleito Ministro do Supremo Tribunal de Justiça e, como tal, Presidente desse tribunal superior. Finalmente, em 1922 foi eleito senador por Chuquisaca e tornou-se presidente do Congresso Nacional. E ele morreu em 12 de agosto de 1925.